# Apocephalus aridus
Apocephalus aridus är en tvåvingeart som beskrevs av Malloch 1912. Apocephalus aridus ingår i släktet Apocephalus och familjen puckelflugor. Inga underarter finns listade i Catalogue of Life.